# تصنیف طولانی
تصنیف طولانی (انگلیسی: The Long Ballad؛‏ چینی: 长歌行; پین‌یین: Chánggē Xíng) مجموعه تلویزیونی چینی محصول سال ۲۰۲۱ بر پایه مانهایی با همین نام اثر شیا دا است. این مجموعه به کارگردانی ژو رویبین و با بازی دلربا دلمراد، لئو وو، ژائو لوسی و لیو یونینگ است. داستان این مجموعه در دوران دودمان تانگ و در زمان سلطنت امپراتور گائوزو و امپراتور تای‌زونگ قرار دارد. داستان دربارهٔ یک شاهدخت امپراتوری است که به دنبال انتقام از خانواده‌اش است و در این مسیر، سرنوشت او با سرنوشت یک شاهزاده قبیله‌ای گره می‌خورد. با اینکه این مجموعه شخصیت‌های تاریخی واقعی زیادی را شامل می‌شود، اما بیشتر روابط بین شخصیت‌ها و خط‌های داستانی تخیلی هستند.

## بازیگران

### اصلی
- دلربا دلمراد در نقش لی چانگ‌گه
- لئو وو در نقش آشیله سون
- لیو یونینگ در نقش هائو دو
- ژائو لوسی در نقش لی له‌یان
- فانگ یی‌لون در نقش وی شویو